# Verde luz amarelado
Verde Claro Amarelado, Light Green Yellowish ou Light Green SF yellowish, Verde Luz Amarelo, Verde lissamine, Verde ácido 5, ou ainda C.I. 42095 é um corante verde ácido, derivado do triarilmetano, de fórmula química C37H34N2O9S3Na2 (normalmente é apresentado na forma de sal de sódio), massa molecular 792.9 u.
Seu Número CAS 5141-20-8 e sua estrutura SMILES CCN(Cc1cccc(OS([O-])=O)c1)c2ccc(cc2)/C(c3ccc(OS([O-])=O)cc3)=C4/C=C\C(C=C4)=[N+](\CC)Cc5cccc(OS([O-])=O)c5.
É usualmente encontrado na forma de seu sal dissódico. Sua máxima absorção se dá a 630 (422) nm.
Sua solubilidade em água é de 20% em peso e em álcool de 0,8%.

## Usos
É usado na coloração em microscopia, especialmente nas colorações de Papanicolau, no corante Policromo EA 36 e suas variações, no corante de Shorr e outros.

## Observações
Este corante não é muito durável (estável), apresentando uma tendência ao decaimento de sua cor. Quando o decaimento deve ser evitado, assim como em formulações para colorações em biologia é substituível em formulações pelo Fast Green - C.I. 42053.
Não deve nunca ser confundido para as formulações com o Verde brilhante - C.I.42040, que é um corante básico.
Embora apareça em algumas traduções como "verde luz", por causa do light, a tradução correta é verde claro (o light aí é neste sentido).